# Halictus zonatus
Halictus zonatus är en biart som beskrevs av Heinrich Friese 1925. Halictus zonatus ingår i släktet bandbin, och familjen vägbin. Inga underarter finns listade i Catalogue of Life.